# GLUT
GLUT (OpenGL Utility Toolkit) tvoří doplněk ke grafické knihovně OpenGL. Základem této nadstavbové knihovny je podpora pro práci s okny (včetně zpracování událostí), vyskakovacími menu a písmem. Tyto činnosti totiž nejsou v knihovně OpenGL přímo podporovány – důvodem je snaha o co největší zachování platformové nezávislosti. Funkce pro práci s okny či menu, které jsou systémově závislé, se dříve, tj. v době, kdy knihovna GLUT neexistovala, musely naprogramovat pro každý operační systém (resp. jeho grafickou nadstavbu) zvlášť, což od vývojáře aplikace vyžadovalo podrobnou znalost funkcí daného operačního systému, grafické nadstavby a správce oken.

## Implementace
Pro tvorbu GLUTu je použit programovací jazyk C. V současné době je knihovna GLUT používána především na operačním systému Linux, BSD Unixech, IRIXu, OS/2 a na platformách Microsoft Windows. Vzhledem k dostupnosti zdrojových kódů je možné provést překlad na většině systémů typu Unix, kde jsou k dispozici knihovny X Window a OpenGL. Kromě jazyka C/C++ existuje i rozhraní pro použití ve Fortranu, Object Pascalu (což je programovací jazyk, který tvoří základ RAD prostředí Delphi a Kylix) a také Pythonu. Vzhledem k tomu, že celé programové rozhraní knihovny GLUT sestává z volání funkcí vracejících pouze základní (primitivní) datové typy, je možné poměrně jednoduše vytvořit napojení pro další programovací jazyky, které mají možnost pracovat s dynamickými knihovnami.